# Sreebardi
Sreebardi è un sottodistretto (upazila) del Bangladesh situato nel distretto di Sherpur, divisione di Mymensingh. Si estende su una superficie di 270,34 km² e conta una popolazione di 259.648  abitanti (censimento 2011).